# Saint-Julien-Vocance
Saint-Julien-Vocance ist eine französische Gemeinde mit 222 Einwohnern (Stand: 1. Januar 2022)  in der Region Auvergne-Rhône-Alpes. Sie liegt im Département Ardèche und gehört zum Arrondissement Tournon-sur-Rhône sowie zum Kanton Annonay-2.

## Geographie

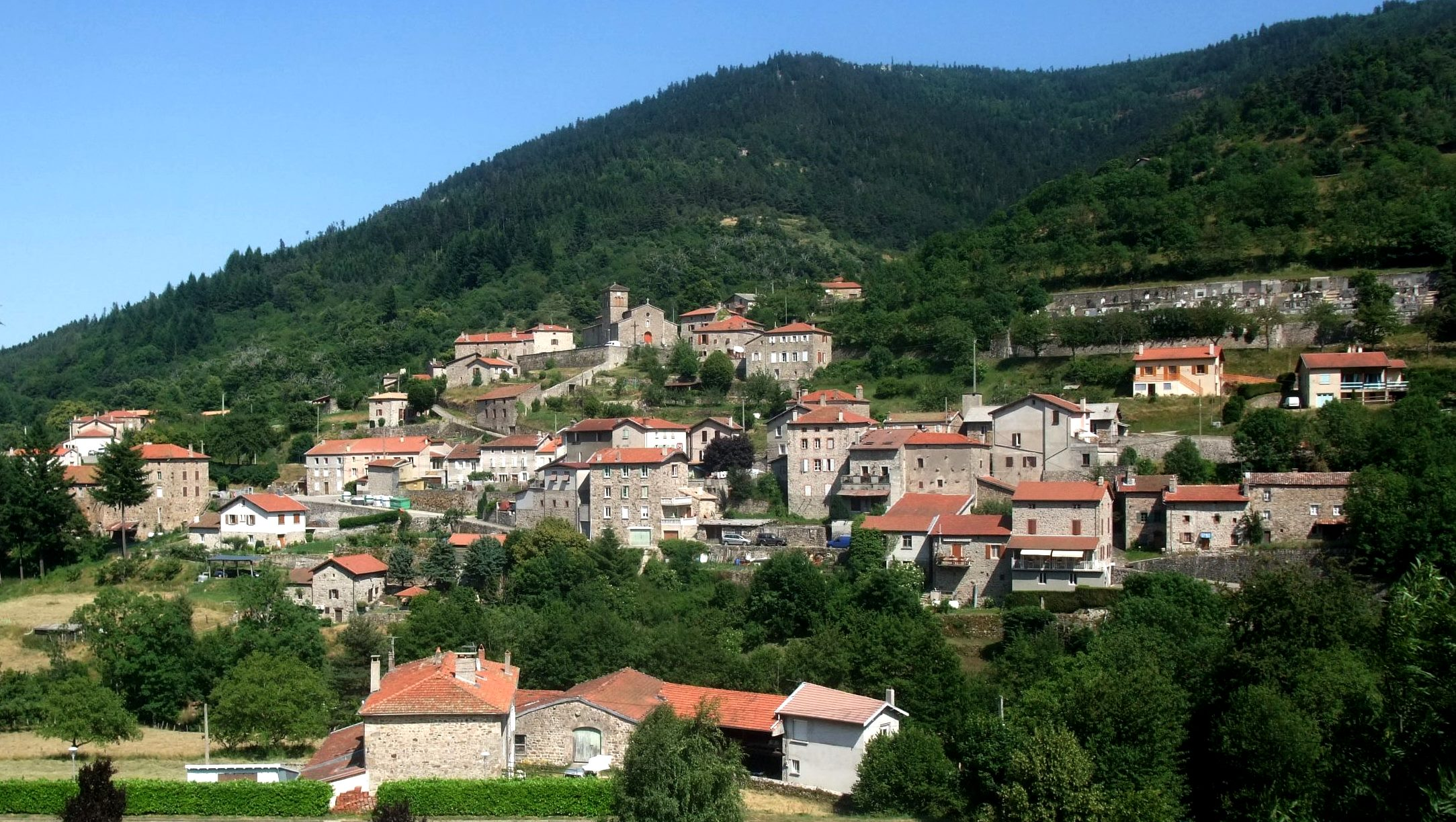
Blick auf Saint-Julien-Vocance

Saint-Julien-Vocance liegt etwa 30 Kilometer südsüdöstlich von Saint-Étienne am Fluss Cance, der im Südwesten der Gemeinde entspringt. Umgeben wird Saint-Julien-Vocance von den Nachbargemeinden Monestier im Norden, Vocance im Nordosten, Saint-Symphorien-de-Mahun im Osten, Saint-Pierre-sur-Doux im Süden, Saint-Bonnet-le-Froid im Westen und Südwesten sowie Saint-Julien-Molhesabate im Westen und Nordwesten.

## Bevölkerungsentwicklung
| Jahr                       | 1962 | 1968 | 1975 | 1982 | 1990 | 1999 | 2006 | 2012 | 2019 |
| Einwohner                  | 445  | 370  | 279  | 269  | 245  | 241  | 257  | 232  | 223  |
| Quellen: Cassini und INSEE |      |      |      |      |      |      |      |      |      |

## Sehenswürdigkeiten

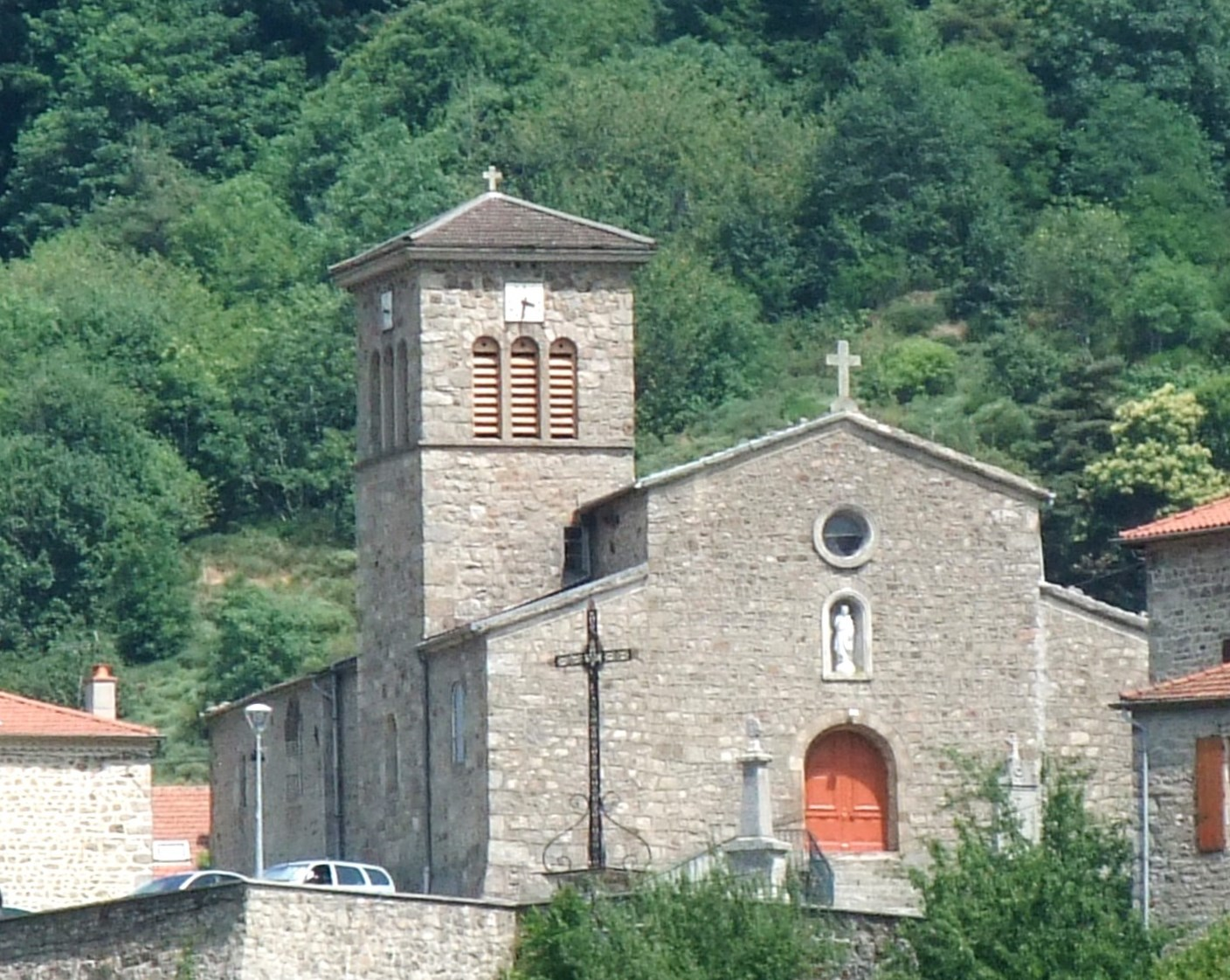
Kirche Saint-Julien

- Kirche Saint-Julien
- Schloss Thorrenc